# CAMKK1
CAMKK1 (англ. Calcium/calmodulin dependent protein kinase kinase 1) – білок, який кодується однойменним геном, розташованим у людей на короткому плечі 17-ї хромосоми. Довжина поліпептидного ланцюга білка становить 505 амінокислот, а молекулярна маса — 55 735.
| 10         |  | 20         |  | 30         |  | 40         |  | 50         |
| ---------- |  | ---------- |  | ---------- |  | ---------- |  | ---------- |
| MEGGPAVCCQ |  | DPRAELVERV |  | AAIDVTHLEE |  | ADGGPEPTRN |  | GVDPPPRARA |
| ASVIPGSTSR |  | LLPARPSLSA |  | RKLSLQERPA |  | GSYLEAQAGP |  | YATGPASHIS |
| PRAWRRPTIE |  | SHHVAISDAE |  | DCVQLNQYKL |  | QSEIGKGAYG |  | VVRLAYNESE |
| DRHYAMKVLS |  | KKKLLKQYGF |  | PRRPPPRGSQ |  | AAQGGPAKQL |  | LPLERVYQEI |
| AILKKLDHVN |  | VVKLIEVLDD |  | PAEDNLYLVF |  | DLLRKGPVME |  | VPCDKPFSEE |
| QARLYLRDVI |  | LGLEYLHCQK |  | IVHRDIKPSN |  | LLLGDDGHVK |  | IADFGVSNQF |
| EGNDAQLSST |  | AGTPAFMAPE |  | AISDSGQSFS |  | GKALDVWATG |  | VTLYCFVYGK |
| CPFIDDFILA |  | LHRKIKNEPV |  | VFPEEPEISE |  | ELKDLILKML |  | DKNPETRIGV |
| PDIKLHPWVT |  | KNGEEPLPSE |  | EEHCSVVEVT |  | EEEVKNSVRL |  | IPSWTTVILV |
| KSMLRKRSFG |  | NPFEPQARRE |  | ERSMSAPGNL |  | LVKEGFGEGG |  | KSPELPGVQE |
| DEAAS      |  |            |  |            |  |            |  |            |

A: Аланін

C: Цистеїн

D: Аспарагінова кислота

E: Глутамінова кислота

F: Фенілаланін

G: Гліцин

H: Гістидин

I: Ізолейцин

K: Лізин

L: Лейцин

M: Метіонін

N: Аспарагін

P: Пролін

Q: Глутамін

R: Аргінін

S: Серин

T: Треонін

V: Валін

W: Триптофан

Кодований геном білок за функціями належить до трансфераз, кіназ, серин/треонінових протеїнкіназ, фосфопротеїнів. 
Задіяний у такому біологічному процесі, як альтернативний сплайсинг. 
Білок має сайт для зв'язування з АТФ, нуклеотидами, молекулою кальмодуліну. 
Локалізований у цитоплазмі, ядрі.